# Ronald Binge
Ronald Binge (15. července 1910, Derby, Velká Británie – 6. září 1979, Ringwood, Velká Británie) byl britský hudební skladatel. Jeho otec, který byl pianista, zemřel v roce 1920 na následky zranění v první světové válce. Na počátku druhé světové války vstoupil do britského královského letectva Royal Air Force. Během služby v Blackpoolu poznal Sidneyho Torche, se kterým se spřátelil. Po válce pracoval pro BBC jako hudební skladatel. Z této doby pochází jedna z jeho nejslavnějších skladeb, Alžbětinská serenáda. Zemřel na rakovinu.